# Erik Petrén
Karl Johan Erik Gustaf Petrén, född 22 oktober 1919 i Uppsala, död 26 oktober 2013 i Gävle, var en svensk pedagog.
Erik Petrén tillhörde släkten Petrén och var son till professorn i kirurgi Gustaf Petrén och Torborg Sylwan, far till kyrkoherde Per Petrén samt farfar till musikern Jakob Petrén. 
Han var filosofie licentiat i pedagogik och psykologi och 1952–1977 lektor i modersmålet, pedagogik och psykologi vid folkskoleseminariet i Gävle (högskolan i Gävle). Han hade ett aktivt engagemang i Svenska kyrkan, var bland annat vice ordförande och ärkebiskopens ställföreträdare i ärkestiftets stiftsråd och ledamot av kyrkomötet 1975 och ledamot av Svenska ekumeniska nämnden 1977–1985. Han tillhörde 1967–1970 biskopsmötets bibelkommission och gjorde en uppmärksammad reservation till dess betänkande Bibelsyn och bibelbruk 1970, där han markerade att "kyrkan är ett av Gud givet faktum" och att han därför inte kunde dela majoritetens mening inom kommissionen om den gudomliga uppenbarelsens natur och giltighet, om Bibelns inspiration och huvudärende, liksom om den bibliska etiken och dess kyrkoordningsföreskrifter. Han markerade de bibliska skälen emot att kvinnor blir präster. Ämbetsfrågans bibliska motivering var kommissionens huvuduppgift att lösa.
År 1980 utgav han boken Att tro - kristendomen som alternativ, som utgick från hans egna erfarenheter av den ännu icke troende människans frågor och problemställningar. Som troslära för vuxna blev boken mycket uppmärksammad. Petrén utsågs 1983 till expert i Kyrkomötets bekännelsekommitté, och blev, efter en omorganisation av denna, ledamot 1987. Han var mycket aktiv vid utgivningen av kommitténs bok Befrielsen - stora boken om kristen tro 1991. År 1990 utgav han en översikten Kyrka och makt - bilder ur svensk kyrkohistoria, som blev lärobok vid universiteten. Hans 2011 utgivna mer än femhundrasidiga bok Skapelse - ny skapelse. Anteckningar till evangeliebokens texter ger exegetiska kommentarer och homiletiska utkast till kyrkoårets samtliga predikotexter.
Petrén har varit vice ordförande i arbetsgemenskapen Kyrklig Förnyelse och 1971-2009 redaktör för Svensk pastoraltidskrift. Han var också aktiv i Svenska kyrkans fria synod. Han gjorde sig känd som en saklig, aktiv och i skilda läger respekterad debattör på den högkyrkliga linjen, förespråkade ändrade relationer mellan staten och Svenska kyrkan, samtidigt som han skarpt kritiserade det partipolitiska inflytandet i Svenska kyrkans beslutande organ och kyrkomötets 1983 förändrade sammansättning, där biskopar och präster inte längre hade någon reglerad representation.
Petrén utsågs 1988 av Lunds universitet till teologie hedersdoktor och tilldelades 1992 Svenska kyrkans främsta förtjänsttecken Stefansmedaljen. Han är begravd på Östra kyrkogården i Lund.

## Utgivna böcker
- Att förstå människor, 1956
- En psykolog läser Bibeln. Kristet psykologiska essäer, 1966
- Att tro - kristendomen som alternativ, 1980
- Kyrkan och synoden, 1984
- Kyrka och makt. Bilder ur den svenska kyrkohistorien, 1990
- Ledning, lidelse, lärande. En lekmans kyrkokritik, 1990
- Skapelse - ny skapelse, 2011